# Álvaro Figueredo
Álvaro Nicolás Figueredo, (6 de septiembre de 1907, Pan de Azúcar - 19 de enero de 1966, Pan de Azúcar) fue un poeta y crítico literario uruguayo.

## Biografía
Oriundo de Pan de Azúcar, Maldonado, Uruguay vivió toda su vida en esa ciudad. En 1932 se recibió de Maestro en Educación Primaria y en 1944 de Profesor de Literatura. En 1935 se casó con Amalia Barla, maestra y poeta de Maldonado con quien tuvo dos hijos: Álvaro Tell y Silvia Amalia.
En 1946 fue a Colonia para recitar la "Oda a la Paz después de la Victoria". De esta época data su "Canto a Iberoamérica", distinguido con mención especial en los Juegos Florales de México.
Colaboró durante años en la revista escolar "El Grillo", editada por el Departamento de Publicaciones del Consejo de Enseñanza Primaria y Normal, recopilándose luego estos trabajos en el volumen "Estampas de nuestra tierra", bajo el título de "Diario de Goyito".
Su obra ha sido motivo de análisis literario tanto como psicoanalítico.
En 1964 fue designado miembro correspondiente a la Academia de Letras del Uruguay.
Escribió ensayos y estudios de literatura sobre José Enrique Rodó, Francisco Espínola, Roberto Ibáñez, Sara de Ibáñez, María Eugenia Vaz Ferreira, Esther de Cáceres, José Martí, entre otros.
Su casa es un Museo donde hay elementos de su vida, fotografías y exposiciones de antigüedades recolectadas por los mismos ciudadanos, como piedras y flechas indígenas.

## Obras

### Poesía y prosa.
- «Desvío de una estrella» - 1936
- «Mundo a la Vez»- 1956[5]
- "ABC del Gallito Verde" 1977. Comisión Pro edición de obras de Álvaro Figueredo. Pan de Azúcar.
- "Cuentos". En prensa. Comisión Pro edición de obras de Álvaro Figueredo. Pan de Azúcar.

## Premios
- 1.er. Premio del "Concurso anual entre maestros y profesores normalistas", organizado por dicho Consejo, con el ensayo "Contralor del trabajo escolar".
- 1.er. Premio del "Concurso Literario del Ministerio de Instrucción Pública del Uruguay" con "Exaltación de Bartolomé Hidalgo"
- «Canto a la Independencia Nacional», con motivo de la conmemoración del 25 de agosto de 1825 por la Intendencia de Montevideo (1945)

## Reconocimientos
En la ciudad de Pan de Azúcar se realiza un homenaje a Álvaro Figueredo. Se han realizado diversas actividades en su casa donde ahora es un museo bajo su nombre. 
Pan de Azúcar tiene una calle en honor al nombre del escritor y el liceo también tiene su nombre a modo de homenaje.
Una estela de piedra, colocada en la plaza de su pueblo, perpetúa su memoria.